# リトケ海淵
リトケ海淵（リトケかいえん、Litke Deep）は、グリーンランド北東部にある海溝であり、スヴァールバル諸島から約350km北のユーラシア海盆内に位置する。リトケ海淵には、北極海で最も深い水深5,450mの地点がある。この地点は地球上の海底において、最も地球の中心から近い場所である。また、世界で20番目に深い海溝である。